# Eduard von Leslie
Friedrich Wilhelm Eduard von Leslie, auch Eduard von Lesly (* 1797; † 18. Juli 1831), war ein deutscher Porträt- und Historienmaler der Düsseldorfer Schule sowie Zeichenlehrer.

## Leben
Leslie war ein Sohn des Premierleutnants Wilhelm von Leslie (≈1770–≈1804) und dessen Ehefrau Albertine Sophie, Tochter des Artillerie-Hauptmanns Ernst Friedrich Wilcke (1711–1786). Die in der adeligen Familie schottischen Ursprungs übliche Offizierslaufbahn war ihm verwehrt, da er „klein und verwachsen“ war. An der Kunstakademie Düsseldorf wurde er ein Schüler von Peter Cornelius und machte dort in den Jahren 1823 bis 1824 durch mehrere Bildnisse sowie den Karton Johannes des Täufers Benamsung auf sich aufmerksam, ein Motiv, das später auch in Öl umgesetzt wurde. An der 1823 gegründeten Höheren Stadtschule in Barmen trat er als Zeichenlehrer in den Schuldienst ein. Ostern 1826 wechselte er zum Königlichen Gymnasium in Kreuznach, wo er ebenfalls als Kunstlehrer wirkte, eine Sonntagsschule ins Leben rief und von dem Direktor Gerd Eilers hochgeschätzt war. Er starb im Alter von 34 Jahren an seiner Behinderung, die ihm das Atemholen zunehmend erschwert hatte. Sein Nachfolger als Zeichenlehrer wurde Emil Cauer der Ältere.